# ZMPSTE24
ZMPSTE24 نام یک ژن در انسان است. پروتئینی که از این ژن حاصل می‌شود، یک متالوپروتئیناز است و در ساختِ لامین A شرکت دارد.
در انسان، جهش در این ژن سبب بروز پیری زودرس می‌شود. اصولاً نقص در ساختِ صحیح پروتئین پری‌لامین A، موجب اختلال در بازسازی دی‌ان‌ای می‌گردد.